# Серафим Хаджинаумов
Хаджи Серафим Петров Хаджинаумов (изписване до 1945 година: Серафимъ хаджи Наумовъ) е български общественик от Македония.

## Биография
Серафим Хаджинаумов е роден в първата половина на XIX век в град Тетово, тогава в Османската империя. Активен деец е на Тетовската българска община и участник в борбата за независима българска църква и в училищното дело. Убит е от агенти на сръбската пропаганда в Македония.
Баща е на Григор Хаджисерафимов.